# Cheikh Seck
Cheikh Seck (Senegal francés, 8 de enero de 1958) es un exfutbolista de Senegal que jugaba en la posición de guardameta.

## Carrera

### Club
| Periodo   | Club           |
| --------- | -------------- |
| 1980-1982 | ASC Diaraf     |
| 1981-1989 | Stade Tunisien |
| 1989-1992 | ES Tunis       |

### Selección nacional
Jugó para Túnez en 57 ocasiones de 1982 a 1994, participó en cuatro ediciones de la Copa Africana de Naciones.

## Logros
- CLP-1 (1): 1991
- Copa de Túnez (1): 1991